# Once More
| Оценки критиков | Оценки критиков |
| Источник        | Оценка          |
| --------------- | --------------- |
| AllMusic        | [ 1 ]           |

Once More — совместный кантри-альбом певца Портера Вагонера и певицы Долли Партон, изданный в 1970 году лейблом RCA Victor.
Альбом достиг седьмого места в хит-параде кантри Billboard Hot Country LP и 191-го места в общем американском чарте Billboard Top LP. Альбомный сингл «Daddy Was an Old Time Preacher Man» поднялся до 7-го месте в кантри-чарте Billboard Hot Country Singles и был номинирован на премию Грэмми в категории Лучшее кантри-исполнение дуэтом или группой с вокалом на 13-й церемонии.

## История
Альбом получил умеренные отзывы музыкальной критики и интернет-изданий, Billboard, Cashbox.

## Награды и номинации
Альбомный сингл «Daddy Was an Old Time Preacher Man» был номинирован в категории Лучшее кантри-исполнение дуэтом или группой с вокалом на 13-й церемонии «Грэмми». Также сингл получил награды Country Award на церемонии 1971 BMI Awards и Songwriter Achievement Award от имени Nashville Songwriters Association International.
13-й церемония «Грэмми»
| Год  | Номинируемая работа                  | Категория                                             | Результат |
| ---- | ------------------------------------ | ----------------------------------------------------- | --------- |
| 1971 | «Daddy Was an Old Time Preacher Man» | Лучшее кантри-исполнение дуэтом или группой с вокалом | Номинация |

## Трек-лист
| №  | Название                                     | Автор(ы)                     | Дата записи    | Длительность |
| -- | -------------------------------------------- | ---------------------------- | -------------- | ------------ |
| 1. | «Daddy Was an Old Time Preacher Man»         | Долли Партон Dorothy Jo Hope | 21 апреля 1970 | 2:57         |
| 2. | «I Know You're Married But I Love You Still» | Don Reno Mack Magaha         | 21 апреля 1970 | 2:22         |
| 3. | «Thoughtfulness»                             | Bill Owens                   | 6 мая 1970     | 2:50         |
| 4. | «Fight and Scratch»                          | Партон                       | 21 апреля 1970 | 2:31         |
| 5. | «Before Our Weakness Gets Too Strong»        | Louis Owens                  | 5 мая 1970     | 2:37         |

| №  | Название                 | Автор(ы)    | Дата записи    | Длительность |
| -- | ------------------------ | ----------- | -------------- | ------------ |
| 1. | «Once More»              | Dusty Owens | 5 мая 1970     | 2:30         |
| 2. | «One Day at a Time»      | Joe Babcock | 6 мая 1970     | 2:28         |
| 3. | «Ragged Angel»           | Партон      | 5 мая 1970     | 2:06         |
| 4. | «A Good Understanding»   | Партон      | 21 апреля 1970 | 2:42         |
| 5. | «Let's Live for Tonight» | Reno        | 5 мая 1970     | 2:08         |

## Чарты
| Чарт (1970)                       | Высшая позиция |
| --------------------------------- | -------------- |
| США, Hot Country LP’s (Billboard) | 7              |
| США, Top LP’s (Billboard)         | 191            |

### Синглы
| Название                             | Год  | Высшая позиция | Высшая позиция |
| Название                             | Год  | US Country     | CAN Country    |
| ------------------------------------ | ---- | -------------- | -------------- |
| «Daddy Was an Old Time Preacher Man» | 1970 | 7              | 12             |